# Скотт (округ Колумбія, Вісконсин)
Скотт (англ. Scott) — місто (англ. town) в США, в окрузі Колумбія штату Вісконсин. Населення — 857 осіб (2020).

## Демографія
Згідно з переписом 2010 року, у місті мешкало 905 осіб у 290 домогосподарствах у складі 223 родин. Було 313 помешкання
Расовий склад населення:
| - 97,5 % — білих - 0,2 % — азіатів - 0,1 % — корінних американців - 0,1 % — чорних або афроамериканців - 2,0 % — осіб інших рас |

До двох чи більше рас належало 0,1 %. Частка іспаномовних становила 3,0 % від усіх жителів.
За віковим діапазоном населення розподілялося таким чином: 34,1 % — особи молодші 18 років, 55,3 % — особи у віці 18—64 років, 10,6 % — особи у віці 65 років та старші. Медіана віку мешканця становила 30,8 року. На 100 осіб жіночої статі у місті припадало 110,5 чоловіків;  на 100 жінок у віці від 18 років та старших — 106,9 чоловіків також старших 18 років.
Середній дохід на одне домашнє господарство  становив 67 338 доларів США (медіана — 63 333), а середній дохід на одну сім'ю — 80 384 долари (медіана — 80 972). Медіана доходів становила 42 202 долари для чоловіків та 36 607 доларів для жінок. За межею бідності перебувало 12,5 % осіб, у тому числі 12,7 % дітей у віці до 18 років та 20,7 % осіб у віці 65 років та старших.
Цивільне працевлаштоване населення становило 510 осіб. Основні галузі зайнятості: виробництво — 18,8 %, освіта, охорона здоров'я та соціальна допомога — 13,3 %, науковці, спеціалісти, менеджери — 13,1 %.